# طفل عنيد
تعتبر السنة الثانية من حياة الطفل مهمه جدا حيث يبدأ الطفل بتعبير عن نفسه خلال سلوكيات قد تعتبر صحيحة أو خاطئة حيث يعتبر هذه المرحلة كرد فعل أو الفعل ما سوف يتعلمه، من هذه السلوكيات أو المشكلات (التمرد أو العصيان) حيث يعرف التمرد على انه سلوك عدواني يقوم به الطفل يعبر به عن رفضه لأوامر أبويه، ويظهر ذلك الشعور جلياً في السنوات الأولى من عمر الطفل، حيث يحب الطفل الاستقلال بنفسه والاعتماد على ذاته في فعل العديد من الأمور الخاصة به، فقد يقوم الطفل بضرب أخوانه وأقاربه وعصيان كلام أبويه، وعدم الكف عن البكاء، وتكسير العديد من الألعاب المحببة إليه يعود تمرد الطفل وعناده إلى عدة أسباب منها نفسي ومنها ما يصنعه الأهل من حوله ونذكر بعضاً منها: يعتمد الطفل على التمرد لإثبات نفسه والتأثير على الآخرين. يلجأ الطفل إلى التمرد في حال الغيرة من تواجد أطفال آخرين غيره مدللين أو مميزين من الأهل. في حال اتباع الأهل لأسلوب ضرب الطفل للمعاقبة فإنه يتمرد ويتحداهم أكثر فأكثر كيف نوجه الطفل في مثل هذا المشكلة وماذا تفعل الام في حال وقع هذه المشكلة: على الام عند حدث هذه المشكلة عدم توبيخ أو ضغط على الطفل وتحميله اللوم والضغوطات وعلكي اتباه بعض النصائح قومي بمتابعة ما يشاهده الطفل على التلفاز والحاسوب من برامج أو مسلسلات كرتونية، ففيها العديد من الأخلاقيات الخاطئة والسلوكيات التي تؤثر على الطفل وتجعله يقلّد ما يشاهده دون إدراك منه غن كان صحيح أو خاطئ. تعود الطفل على المساعدة في الأمور المنزلية من ترتيب لسريره أو تنطيف لغرفته حتى يتعلم تحمل المسؤولية منذ صغره. التقليل من تناول الطفل للمشروبات الغازية والشوكلاتة لما تحتوي عليه من كميات كبيرة من السكريات التي تضاعف نشاط الطفل وتؤثر في تركيزه، وعليكي تعزيز ثقة وعلاقة طفلك بك وعدم الضغط عليه لكي لا يعند لانه لا يحل العناد بالعناد.

## التمردالعصيان في السنة الثالثة من عمر الطفل
ما هي هذه المشكلة وفي أي سنه تحدث؟ تحدث مشكلى التمرد في السنة الثالثة من عمر الطفل هي مشكلة من المشكلات الهامة التي تشغل تفكير الاباء والمربين في مرحلة الطفولة المبكرة حيث يرى العديد من الباحثين ان هذه المشكلة تصل ذروتها ما بين السن الثانية والثالثه ونصف من العمر وأن حوالي ثلث مشاكل الأطفال لها علاقة بالتمرد والعصيان، وهو سلوك عند الأطفال يظهر على شكل مقاومة علنية أو مستترة لما يطلب منه من قبل الاخرين وذلك نتيجة شعوره بالقسوة والتسلط وما يؤدي اليه عجز عن القيام برد فعل تجاه الاخرين فالطفل في هذه المرحلة العمرية كم العمر يصعب عليه تعلم عمل الاشياء في الوقت المحدد الذي يجب ان ى عمل فيه 
ويتبرم لدى الاباء سلوك عدم الطاقة الذي يظهر عند الأطفال وكيفيه حل هذه المشكلة

## من اشكال العناد
- عناد التصيميم والإرادة
- العناد المفتقد للوعي
- العناد مع النفس
- العناد كاضطلاب حركي
- العناد الفسيولوجي

## اسباب العناد
اقتناع الكبار الغير متناسب مع الواقع: ان كثير من الاوامر وانماط السلوك التي يفرضها الابوان على طفليهمها تعود سلبا عليه زعلى حركته النشطة
أحلام اليقظة: أحلام اليقظة
التشبه بالكبار
رغبة الطفل في تأكيد ذاته
البعد عن المرونة المعاملة: حيث يبحث الطفل عن الحب زالعطف والحنان من الاخرين من حوله بعيدا عن الللغة الدافة كالإصرار على الاوامر له والتدخل في حريته بصوورة مستمرة
رد فعل ضد الاعتمادية
رد فعل ضد الشعور بالعجز
التعزيز السلوك العناد

## طرق علاج وحل المشكلة عن طريق توجيه الطفل في حال حدوث مثل هذه المشكلة
ضرورة التعاون بين المنزل والروضة والمدرسو كمؤسسات تربوية على حل مشاكل الطفل وإرشاده وتوجيهه والتخلص من السلوك التمرد أو العصيان عنده
1. ضرورة المام المربين بحقيقة العناد وعلى انه ظاهرة في اعما ومراحل نمو معينة
2. عدم مقابلة العناد بالقاومة المشتمرة
3. عدم التدخل المستمر والشديد في شؤن الطفل
4. التخفيف من حده تطبيق النظم القاسية
5. العمل على إحتمال الطفل
6. توفير جو اسري مناسب مليء بالحب والعطف والحنان
7. الإقلال من تعريض الطفل ما أمكن للخبرات المحبطة والمؤلمة